# Puchar Europy Mistrzów Klubowych (1989/1990)
XXXV Puchar Europy Mistrzów Klubowych 1989/1990

(ang. European Champion Clubs’ Cup)

## I runda
| FC Swarovski Tirol – Omonia Nikozja 6:0 i 3:2 1 13.09 1989 1:0 Peischl 8, 2:0 H. Müller 11k, 3:0 Westerthaler 58, 4:0 Pacult 72, 5:0 Pacult 75, 6:0 Hortnagel 80 2 27.09 1989 0:1 Xiouroupas 10, 1:1 Baur 48, 1:2 Iatrou 60, 2:2 Westerthaler 85, 3:2 Pacult 90 |
| Glasgow Rangers – Bayern Monachium 1:3 i 0:0 1 13.09 1989 1:0 Walters 26, 1:1 Kogl 28, 1:2 Thon 46k, 1:3 Augenthaler 66 2 27.09 1989 |
| Derry City – SL Benfica 1:2 i 0:4 1 13.09 1989 0:1 Thern 59, 0:2 Ricardo Gomes 64, 1:2 Carlyle 73 2 27.09 1989 0:1 M. Magnusson 32, 0:2 Vata 61, 0:3 Ricardo Gomes 69, 0:4 Aldair 80                                                                            |
| Olympique Marsylia – Brøndby IF 3:0 i 1:1 1 13.09 1989 1:0 Sauzée 62, 2:0 Papin 67, 3:0 Vercruysse 81 2 27.09 1989 0:1 Olsen 54, 1:1 Papin 64 |
| Budapesti Honvéd SE – FK Vojvodina 1:0 i 1:2 1 13.09 1989 1:0 Fodor 55 2 27.09 1989 0:1 S. Mihajlović 26, 0:2 Tanjga 47, 1:2 Gačeša 74s |
| Linfield Belfast – Dnipro Dniepropietrowsk 1:2 i 0:1 1 13.09 1989 0:1 Kudrickij 9, 0:2 Kudrickij 53, 1:2 Mooney 88k (mecz we Wrexham) 2 27.09 1989 0:1 Son 7 |
| A.C. Milan – Helsingin Jalkapalloklubi 4:0 i 1:0 1 13.09 1989 1:0 Stroppa 5, 2:0 Massaro 38, 3:0 Massaro 70, 4:0 Evani 81 2 27.09 1989 1:0 Borgonovo 29 |
| Spora Luksemburg – Real Madryt 0:3 i 0:6 1 13.09 1989 0:1 Butragueño 26, 0:2 Michel 67k, 0:3 Michel 69 (mecz w Saarbrücken) 2 27.09 1989 0:1 Sánchez 31, 0:2 Esteban 35, 0:3 Kremer 45s, 0:4 Losada 53, 0:5 Losada 69, 0:6 Tendillo 87                          |
| Sliema Wanderers – 17 Nëntori 1:0 i 0:5 1 13.09 1989 1:0 Walker 59 2 27.09 1989 0:1 Kola 29, 0:2 Kola 34k, 0:3 Bardhi 39, 0:4 Hoxha 51, 0:5 Riza 56 |
| Rosenborg BK – KV Mechelen 0:0 i 0:5 1 13.09 1989 2 27.09 1989 0:1 Bosman 15, 0:2 Bosman 55, 0:3 Ohana 56, 0:4 Ohana 78, 0:5 Severeyns 87 (mecz w Brukseli) |
| PSV Eindhoven – FC Luzern 3:0 i 2:0 1 13.09 1989 1:0 Kieft 4, 2:0 Ellerman 54, 3:0 Romario 81 2 27.09 1989 1:0 Romario 25, 2:0 Romario 32 |
| Ruch Chorzów – CSKA Sofia 1:1 i 1:5 1 13.09 1989 0:1 Penew 18, 1:1 M. Szewczyk 43 2 27.09 1989 0:1 Georgijew 20, 0:2 Bakałow 25, 0:3 Georgijew 49, 0:4 Penew 80, 1:4 Wagner 87, 1:5 Witanow 90                                                                  |
| Steaua Bukareszt – Knattspyrnufélagið Fram 4:0 i 1:0 1 13.09 1989 1:0 Petrescu 30, 2:0 Hagi 41k, 3:0 Balint 73, 4:0 Musznay 85 2 27.09 1989 1:0 Negrau 59 |
| Malmö FF – Inter Mediolan 1:0 i 1:1 1 13.09 1989 1:0 Lindman 74 2 27.09 1989 0:1 Serena 70, 1:1 Engqvist 80 |
| Sparta Praga – Fenerbahçe SK 3:1 i 2:1 1 13.09 1989 0:1 Hakan 19, 1:1 Čabala 57, 2:1 Bilek 74k, 3:1 Bilek 78 2 27.09 1989 1:0 Hašek 41, 1:1 Ogüz 83, 2:1 Novak 90                                                                                               |
| Dynamo Drezno – AEK Ateny 1:0 i 3:5 1 13.09 1989 1:0 Lieberam 75 2 27.09 1989 0:1 Teuber 27s, 1:1 Gütschow 10, 1:2 Okoński 33k, 1:3 Savidis 37, 1:4 Savidis 60, 2:4 Lieberam 63, 2:5 Sarevski 82, 3:5 Minge 85                                                  |

## II runda
| Olympique Marsylia – AEK Ateny 2:0 i 1:1 1 18.10 1989 1:0 Papin 55, Manolas 80s 2 01.11 1989 0:1 Sarevski 78k, 1:1 Papin 84                                                                                                |
| Budapesti Honvéd SE – SL Benfica 0:2 i 0:7 1 18.10 1989 0:1 Pacheco 32k, 0:2 Valdo 86 2 01.11 1989 0:1 César Brito 15, 0:2 Abel 36, 0:3 César Brito 42, 0:4 Vata 62, 0:5 Vata 64, 0:6 M. Magnusson 86, 0:7 M. Magnusson 89 |
| A.C. Milan – Real Madryt 2:0 i 0:1 1 18.10 1989 1:0 Rijkaard 9, 2:0 van Basten 14k 2 01.11 1989 0:1 Butragueño 48 |
| Bayern Monachium – 17 Nëntori 3:1 i 3:0 1 18.10 1989 1:0 Kögl 16k, 2:0 R. Mihajlović 26, 2:1 Minga 30, 3:1 R. Mihajlović 64 2 01.11 1989 1:0 Strunz 45, 2:0 Grahamer 47, 3:0 Dorfner 89                                    |
| Steaua Bukareszt – PSV Eindhoven 1:0 i 1:5 1 18.10 1989 1:0 Lacatus 18 2 01.11 1989 1:0 Lacatus 17, 1:1 Ellerman 21, 1:2 Ellerman 64, 1:3 Romario 47, 1:4 Romario 49, 1:5 Romario 86                                       |
| Malmö FF – KV Mechelen 0:0 i 1:4 1 18.10 1989 2 01.11 1989 0:1 de Wilde 18, 0:2 de Wilde 20, 0:3 Bosman 46, 0:4 P. Versavel 56, 1:4 Lindman 59                                                                             |
| Sparta Praga – CSKA Sofia 2:2 i 0:3 1 18.10 1989 0:1 Stoiczkow 13, 0:2 Kostadinow 57, 1:2 Bück 75k, 2:2 Skuhravý 84 (mecz w Trnawie) 2 01.11 1989 0:1 Stoiczkow 45, 0:2 Kostadinow 84, 0:3 Stoiczkow 89k                   |
| Dnipro Dniepropietrowsk – FC Swarovski Tirol 2:0 i 2:2 1 18.10 1989 1:0 Judin 37, 2:0 Son 68 2 01.11 1989 0:1 Son 5, 1:1 Westerthaler 30, 2:1 Pacult 77, 2:2 Liutyj 80                                                     |

## 1/4 finału
| KV Mechelen – A.C. Milan 0:0 i 0:2 (dog) 1 07.03 1990 2 21.03 1990 0:1 van Basten 106, 0:2 Simone 117                                                       |
| CSKA Sofia – Olympique Marsylia 0:1 i 1:3 1 07.03 1990 0:1 Thys 85 2 21.03 1990 0:1 Waddle 25, 0:2 Papin 28, 0:3 Sauzée 72, 1:3 Urukov 84                   |
| SL Benfica – Dnipro Dniepropietrowsk 1:0 i 3:0 1 07.03 1990 1:0 M. Magnusson 7k 2 21.03 1990 1:0 Lima Pereira 55, 2:0 Lima Pereira 60, 3:0 Ricardo Gomes 86 |
| Bayern Monachium – PSV Eindhoven 2:1 i 1:0 1 07.03 1990 1:0 Wohlfarth 75, 1:1 Povlsen 77, 2:1 Grahammer 85 2 21.03 1990 1:0 Gerets 90 s                     |

## 1/2 finału
| Olympique Marsylia – SL Benfica 2:1 i 0:1 1 04.04 1990 0:1 Lima Pereira 10, 1:1 Sauzée 13, 2:1 Papin 44 2 18.04 1990 0:1 Vata 82              |
| A.C. Milan – Bayern Monachium 1:0 i 1:2 (dog) 1 04.04 1990 1:0 van Basten 77k 2 18.04 1990 0:1 Strunz 59, 1:1 Borgonovo 100, 1:2 Mclnally 106 |

## Finał
| 23 maja 1990 Wiedeń Praterstadion (57 500) A.C. Milan – SL Benfica 1:0 (0:0) Sędzia: Helmut Kohl (Austria) Bramki: 1:0 Frank Rijkaard 68 Żółte kartki: – / Aldair, Ricardo Gomes Associazione Calcio Milan (trener Arrigo Sacchi): Giovanni Galli – Mauro Tassotti, Alessandro Costacurta, Franco Baresi (kapitan), Paolo Maldini; Angelo Colombo (89 Filippo Galli), Frank Rijkaard, Carlo Ancelotti (72 Daniele Massaro), Alberigo Evani, Ruud Gullit, Marco van Basten Sport Lisboa e Benfica (trener Sven-Göran Eriksson): Silvino Louro – José Carlos, Aldair, Ricardo Gomes, Samuel Quina, Vítor Paneira (76 Vata Garcia), Valdo Filho, Jonas Thern, Hernâni Neves, Mats Magnusson, António Pacheco (66 Cesar Brito) |